# Notascea nudata
Notascea nudata là một loài bướm đêm thuộc họ Notodontidae. Nó là loài duy nhất được tìm thấy ở Brasil.